# Behavioral and Brain Sciences
Behavioral and Brain Sciences es una revista científica  revisada por pares establecida en 1978 por Stevan Harnad y publicada por Cambridge University Press. Está inspirada en la revista  Current Anthropology  (que fue establecida en 1959 por el antropólogo Sol Tax de la University of Chicago.
La revista publica "artículos de destino" seguidos de 10 a 30 o más comentarios de pares y la respuesta de los autores del artículo de destino. La revista cubre todas las áreas de la ciencia cognitiva (psicología, neurociencia,  biología conductual, ciencia cognitiva, ciencia cognitiva, inteligencia artificial, lingüística, filosofía).

## Recepción
Según el Journal Citation Reports, la revista tuvo un factor de impacto de 17.333 en 2019, ubicándose en el primer lugar de 52 revistas en la categoría "Ciencias del comportamiento"  y el tercer lugar de 271 revistas en la categoría "Neurociencias".

## Métricas de revista
2022
- Web of Science Group : 12.579
- Índice h de Google Scholar: 165
- Scopus: 1.033